# 피터 암브루스터
피터 암브루스터(Peter Armbruster, 1931년 7월 25일 ~ 2024년 6월 26일)는 독일 다름슈타트에 있는 GSI 헬름홀츠 중이온 연구소의 독일 물리학자였으며 연구 파트너 고트프리트 뮌젠베르크와 함께 원소 107(보륨), 108(하슘), 109(마이트네륨), 110(다름스타튬), 111(뢴트게늄), 112(코페르니슘)을 공동 발견한 것으로 알려져 있다.
암브루스터는 1961년 뮌헨 공과대학교의 하인츠 마이어-라이프니츠 지도하에 슈투트가르트 공과대학과 뮌헨에서 물리학을 전공하고 박사 학위를 받았다. 주요 연구 분야는 핵분열, 물질 내 중이온의 상호 작용, 율리히 연구 센터(1965~1970)에서 핵분열 생성물 빔을 이용한 원자 물리학이었다. 1971년부터 1996년까지 GSI의 다름슈타트 중이온연구학회(Gesellschaft für Schwerionenforschung Darmstadt)에서 선임 과학자로 재직했다. 1989년부터 1992년까지 그르노블에 있는 유럽 연구소 라우에-랑주뱅(Laue-Langevin, ILL)의 연구 이사였다. 1996년부터 파편 및 핵분열 반응에 의한 핵폐기물 소각 프로젝트에 참여해 왔다.
1968년 쾰른 대학교와 1984년부터 다름슈타트 공과대학교의 교수로 재직했다.